# Falsoserixia unicolor
Falsoserixia unicolor är en skalbaggsart som beskrevs av Maurice Pic 1926. Falsoserixia unicolor ingår i släktet Falsoserixia och familjen långhorningar. Inga underarter finns listade i Catalogue of Life.